# Almost (låt av Tamia)
"Almost" är en låt med den kanadensiska sångaren Tamia, inspelad till hennes fjärde studioalbum Between Friends (2007). Låten skrevs och producerades av Tamias vän och tidigare samarbetspartner Shep Crawford och ingick på den amerikanska utgåvan av albumet. Tamia beskrev den som en "hiphopballad" och handlar om en utebliven kärleksrelation. "Almost" gavs ut som albumets tredje singel den 13 november 2007. Den hade måttliga kommersiella framgångar och fick en topp tjugo-placering på Billboard-listan Adult R&B Songs. Musikvideon till "Almost" regisserades av Margaret Malandruccolo och premiärvisades den december 2007.

## Bakgrund och utgivning
I november 2005 startade Tamia det egna skivbolaget Plus 1 Music Group och inom ett år hade hon färdigställt sitt fjärde studioalbum Between Friends. För att distribuera albumet i Sydafrika och USA inledde hon samarbeten med Gallo Records och Image Entertainment. Kontraktet med Gallo blev färdigt först först vilket möjliggjorde en utgivning i Sydafrika i maj 2006. I USA gavs inte Between Friends ut förrän i november. Tiden mellan utgivningarna spelade Tamia in fler låtar och utökade albumet med fyra nya spår. Rodney Jerkins komposition "Can't Get Enough" gavs ut som huvudsingel i oktober 2006 och nådde topp-trettio på amerikanska R&B-listan. "Me" var albumets andra singel att nådde topp-trettio på sammalista. En av de nya låtarna på den amerikanska utgåvan av Between Friends var "Almost" som gavs ut som albumets tredje och sista singel den 13 november 2007.

## Inspelning och komposition
"Almost" skrevs och producerades av Tamias vän och tidigare samarbetspartner Shep Crawford som skapade majoriteten av låtarna på Between Friends. Låten spelades in av Michael Sorka vid Trans Continental Studios i Orlando, Florida och mixades av Dexter Simmons vid Pacificque Recording Studio i North Hollywood, Kalifornien. Mastringen av låten gjordes av Brian "Big Bass" Gardener vid Bernie Grundman Mastering i Los Angeles. "Almost" är en R&B-låt i midtempo med en speltid på tre minuter och fyrtioen sekunder. Tamia beskrev den som en "hiphopballad" och handlar om en utebliven kärleksrelation och ångern kring detta med textrader som: "I miss the times that we almost shared/ I miss the love that was almost there".

## Mottagande, försäljning och musikvideo
Mark Edward Nero från webbplatsen About.com var mest negativ i sin kritik av Between Friends men lyfte fram "Almost" som ett av albumets "bättre ögonblick". "Almost" gick in på den amerikanska Billboard-listan Hot R&B/Hip-Hop Songs där den låg i 13 veckor och som bäst nådde plats 59. Den gick även in på Adult R&B Songs där den nådde plats 19 och blev den tredje singeln från Between Friends att nå topp-tjugo på den listan. Musikvideon för "Almost" regisserades av Margaret Malandruccolo och hade premiär 19 december 2007. I den syns Tamia framföra låten i ett ödehus. Låttexten betonas med scener som visar olika föremål som saknar sin andra halvor, däribland ett kramdjur som saknar ett öga, en bil som saknar ena strålkastaren och en cykel utan ett av hjulen.

## Format och låtlistor
| 1. | "Almost"                | 3:41 |
| 2. | "Almost" (Instrumental) | 3:41 |

## Medverkande
Information hämtad från studioalbumets skivhäfte
- Tamia – huvudsång, bakgrundssång
- Shep Crawford – låtskrivare, producent
- Michael Sroka – inspelning
- Shalonda Crawford – bakgrundssång
- Isaiah (Zay) Thomas – bakgrundssång
- Dexter Simmons – ljudmix
- Brian "Big Bass" Gardener – mastering

## Topplistor
| Lista (2007)                          | Högsta listplacering |
| ------------------------------------- | -------------------- |
| USA Hot R&B/Hip-Hop Songs (Billboard) | 59                   |
| USA Adult R&B Songs (Billboard)       | 19                   |